# Hyacinthella atropatana
Hyacinthella atropatana là một loài thực vật có hoa trong họ Măng tây. Loài này được (Grossh.) Mordak & Zakhar. mô tả khoa học đầu tiên năm 1981.